# Kalsoy
Kalsoy (en danés: Kalsø) es una de las 18 islas del archipiélago de las Feroe, región autónoma de Dinamarca situada en el Mar de Noruega. Su nombre actual deriva de Kallsoy, cuya traducción es La Isla de Los Hombres.
La parte más al norte de la isla se utilizó como lugar de rodaje de la película número 25 de James Bond No Time to Die, que se estrenó en 2021.
- Extensión: 30,9 km²
- Población: 147 habitantes
- Punto más alto: Nestindar, 788 metros

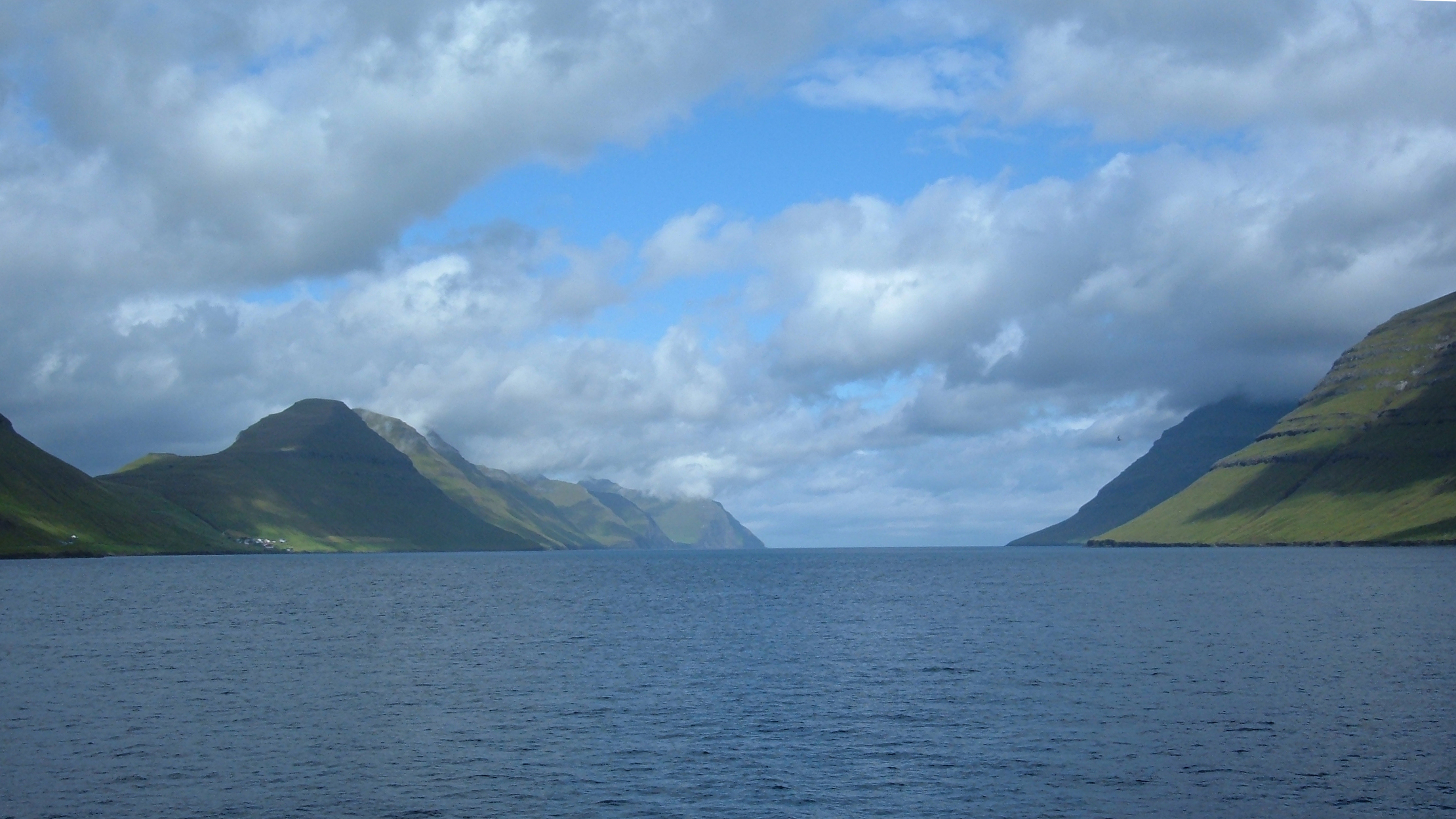
Vista de Kalsoyarfjørður entre las islas de Kalsoy y Kunoy

Los cuatro poblados de la isla (siendo los mayores Mikladalur -79 habitantes- y Húsar -68 habitantes-) se encuentran situados en la costa oriental, ya que la costa occidental es un empinado acantilado de difícil acceso. 
Dichas localidades están comunicadas a través de una red de túneles terminada en 1986, algunos de los cuales de más de 2 kilómetros de longitud. En la localidad de Trøllanes, situada sobre la cima Kallur, se encuentra uno de los faros del archipiélago.
La isla es conocida entre los feroeses como la flauta dulce, por la forma característica de la isla, así como por los numerosos túneles construidos recientemente. Igualmente, se dice que esta flauta es el instrumento favorito de un trol de la zona (un ser mágico de la mitología nórdica).